# Karate Kid (1984)
Karate Kid ist ein US-amerikanischer Spielfilm von John G. Avildsen aus dem Jahr 1984. Die Hauptrollen übernahmen Ralph Macchio, Pat Morita, Elisabeth Shue und William Zabka. Der an den Kinokassen äußerst erfolgreiche Film entwickelte sich später zum Kultfilm und begründete ein Franchise mit drei direkten Fortsetzungen. 2010 entstand eine Neuverfilmung des Stoffs. Seit dem Jahr 2018 führt die Serie Cobra Kai die Geschichte der Originalfilmreihe fort.

## Handlung
Der Teenager Daniel LaRusso zieht mit seiner alleinerziehenden Mutter von Newark in New Jersey nach Los Angeles in Kalifornien. Während seine Mutter das sonnige Kalifornien in der Vorfreude auf eine neue erheblich bessere Arbeitsstelle als Paradies auf Erden verklärt, trauert Daniel seiner alten Heimat und den dort ansässigen Freunden nach. Immerhin trifft er im heruntergekommenen Apartmentkomplex im ärmlichen Stadtteil Reseda auf den eigenwilligen, aber freundlichen und hilfsbereiten Hausmeister Kesuke Miyagi und einen Bewohner des Komplexes in seinem Alter, mit dem er sich anfreundet. Dieser lädt ihn noch am selben Abend auf eine Partie Fußball am Strand ein. Hier landet der Fußball bei Ali Mills, einem Mädchen aus gutem Hause. Seine neuen Freunde schicken ihn den Ball holen, was er für einen Flirt mit ihr nutzt. Ihr Exfreund Johnny Lawrence, welcher gerade mit seiner Gang auf Motorrädern unterwegs ist und den Flirt aus der Ferne beobachtet, fährt zu ihr und stellt sie eifersüchtig zur Rede. Die Lage eskaliert, als Daniel sich zwischen Johnny und Ali stellt, um sie zu verteidigen. Er ahnt nicht, dass Johnny der beste Karatekämpfer des Cobra-Kai-Dōjōs ist, welches von Vietnam-Veteran John Kreese geleitet wird, der seine Schüler zu gnadenlosen Schlägern ausbildet. Entsprechend übel wird Daniel von Johnny zugerichtet. Danach verlässt Johnny mit seiner Gang, ebenfalls Karatekämpfer im Cobra-Kai-Dōjō, den Schauplatz.
Für die in den nächsten Tagen folgenden Schikanierungen von Johnny will Daniel sich auf einer Halloweenparty der Schule rächen, indem er ihn auf der Toilette mit einem Wasserschlauch nass macht. Er läuft davon, wird jedoch von Johnny und seiner Gang gestellt und erbarmungslos zusammengeschlagen. Als Daniel schon nicht mehr stehen kann, aber Johnny trotzdem weiter auf ihn einschlagen will, erscheint Miyagi, setzt Johnny und seine Gang mit gezielten Schlägen außer Gefecht und bringt Daniel in seine Wohnung. Zur Klärung des Vorfalls besuchen sie gemeinsam später den Cobra-Kai Karate Dojo, wo Kreese Miyagi beschuldigt, seine Schüler attackiert und verletzt zu haben. Miyagi klärt den Irrtum auf, wird aber trotzdem als Lügner bezeichnet, zum Duell gefordert und bedroht. Er schlägt vor, dass Daniel an den All-Valley Karate Championships in zwei Monaten teilnimmt, im Gegenzug sollen Kreeses Schüler Daniel bis dahin in Ruhe trainieren lassen. Siegessicher geht Kreese darauf ein.
Im Karate-Training muss Daniel zu seinem Erstaunen exakt nach Miyagis Anweisungen nicht nur dessen Oldtimersammlung polieren, sondern auch noch von früh bis spät Holzböden schleifen, den Zaun und das Haus streichen. Als er nach mehreren Tagen rebelliert, weil er den Sinn der Arbeiten nicht erkennt, macht Miyagi ihm klar, dass er mit diesen Arbeiten wichtige Grundhaltungen und -bewegungen des Karate trainiert hat. Nun trainiert Daniel das Gelernte allein weiter und macht Fortschritte. Zu seinem 16. Geburtstag schenkt ihm Miyagi nicht nur seinen alten Karateanzug, er darf sich auch ein Auto aus der Oldtimersammlung aussuchen, welche Daniel im Zuge seines Trainingsprogramms auf Hochglanz poliert hat.
Im Turnier zeigt Daniel nach kurzen Anlaufschwierigkeiten einen Durchmarsch und besiegt jeden Gegner nach Punkten. Kreese sieht in ihm deshalb einen Feind, den es zu vernichten gilt; vor dem Halbfinale weist er einen seiner Kämpfer an, Daniel mit einem Foul kampfunfähig zu machen. Dieser weigert sich zunächst mit dem Hinweis, dass er dann disqualifiziert würde, versetzt dann aber Daniel einen heftigen Tritt aufs Knie und wird disqualifiziert. Daniel ist entschlossen, weiterzukämpfen, tritt humpelnd gegen Johnny zum Finale an, besiegt ihn trotz dieses Nachteils knapp und wird zum Sieger erklärt. Johnny erkennt seinen Sieg an und lobt ihn.
Der Anfang von Karate Kid II zeigt folgende direkt anschließende Szene: Auf der Straße packt sich Kreese Johnny, während Daniel von allen gefeiert wird, beschimpft ihn als Verlierer, zerstört seinen Vizepokal und drückt ihm die Luft ab, obwohl sich nun alle seine Schüler gegen ihn wenden. Nur Miyagi kann Kreese von Johnny wegreißen. Zwei Faustschlägen Kreeses weicht Miyagi aus, wodurch der die Seitenscheiben seines eigenen Autos zertrümmert und sich beide Hände verletzt, dann fällt Kreese nach einem angetäuschten Schlag von Miyagi, der ihn hätte töten können, in Ohnmacht.

## Synchronisation
Die Synchronisation wurde bei Interopa Film GmbH in Berlin erstellt. Ronald Nitschke führte die Dialogregie und schrieb das Dialogbuch.
| Rolle                          | Darsteller     | Sprecher         |
| ------------------------------ | -------------- | ---------------- |
| Daniel LaRusso                 | Ralph Macchio  | Marco Brunnert   |
| Kesuke Miyagi a                | Pat Morita     | Herbert Stass    |
| Ali Mills                      | Elisabeth Shue | Angela Pohl      |
| John Kreese (Cobra Kai Sensei) | Martin Kove    | Manfred Lehmann  |
| Lucille LaRusso                | Randee Heller  | Alexandra Lange  |
| Johnny Lawrence                | William Zabka  | Andreas Fröhlich |
| Tommy                          | Rob Garrison   | Oliver Rohrbeck  |

Fußnote

## Auszeichnungen
- Pat Morita wurde 1985 für den Oscar als Bester Nebendarsteller nominiert. Des Weiteren erhielt er eine Nominierung für den Golden Globe Award.
- Der Film gewann in zwei Kategorien der Young Artist Awards je einen Preis. Elisabeth Shue wurde als Best Young Supporting Actress ausgezeichnet, der Film gewann den Preis als Best Family Motion Picture – Drama.

## Kritiken
„Naives Kino-Märchen nach bekanntem Muster, das jedoch durch die Verknüpfung mit fernöstlicher Lebensweisheit einigen Tiefgang erhält. Effektvoll inszeniert, bietet der Film weitgehend sympathische Unterhaltung.“

## Trivia
Bereits seit Jahren wird diskutiert, ob Johnny Lawrence nicht der eigentliche Protagonist der Geschichte sei. Begründet wird diese These anhand einiger Schlüsselstellen des Filmes. In der Sitcom How I Met Your Mother wird diese Fragestellung satirisch aufgegriffen. Barney Stinson, verkörpert von Neil Patrick Harris, bezeichnet Karate Kid mehrmals als seinen Lieblingsfilm. Zum Unverständnis seiner Freunde lägen seine Sympathien dabei bei „Antagonist“ Johnny Lawrence, verkörpert von William Zabka, der für ihn der echte Held des Filmes und das „wahre Karate Kid“ sei. Tatsächlich haben sowohl William Zabka als auch Ralph Macchio Gastauftritte in der Serie, wobei sie sich selbst verkörpern. Dabei lobte Zabka Stinson dafür, einer der wenigen zu sein, die den Film „wirklich verstanden“ hätten. Diese These war Anlass zur Entstehung der Fortsetzung Cobra Kai, die sich mehr auf Johnnys Sicht fokussiert.

## Fortsetzungen
- 1986: Karate Kid II – Entscheidung in Okinawa
- 1989: Karate Kid III – Die letzte Entscheidung
- 1989: Karate Kid (Zeichentrickserie)
- 1994: Karate Kid IV – Die nächste Generation (ohne Ralph Macchio)
- 2018–2025: Cobra Kai, eine Fernsehserie, zunächst auf YouTube und später Netflix, welche die Ereignisse 34 Jahre nach Karate Kid weitererzählt.
- 2025: Karate Kid: Legends; ein Film, der die Neuverfilmung von 2010 und die Reihe um Daniel LaRusso zusammenführt.

## Neuverfilmung und Fortführung
2010 kam die gleichnamige Neuverfilmung in die Kinos. Die Hauptrollen übernahmen Jackie Chan als Lehrer und Will Smiths Sohn Jaden Smith als Schüler. 2025 erschien Karate Kid: Legends, der beide Filme zusammenführt.